# Commelinidées
Cet article concerne le clade en classification APG III. Pour la sous-classe en nomenclature botanique, voir Commelinidae.
Classification APG III (2009)
Clade
Taxons de rang inférieur
- Voir le texte

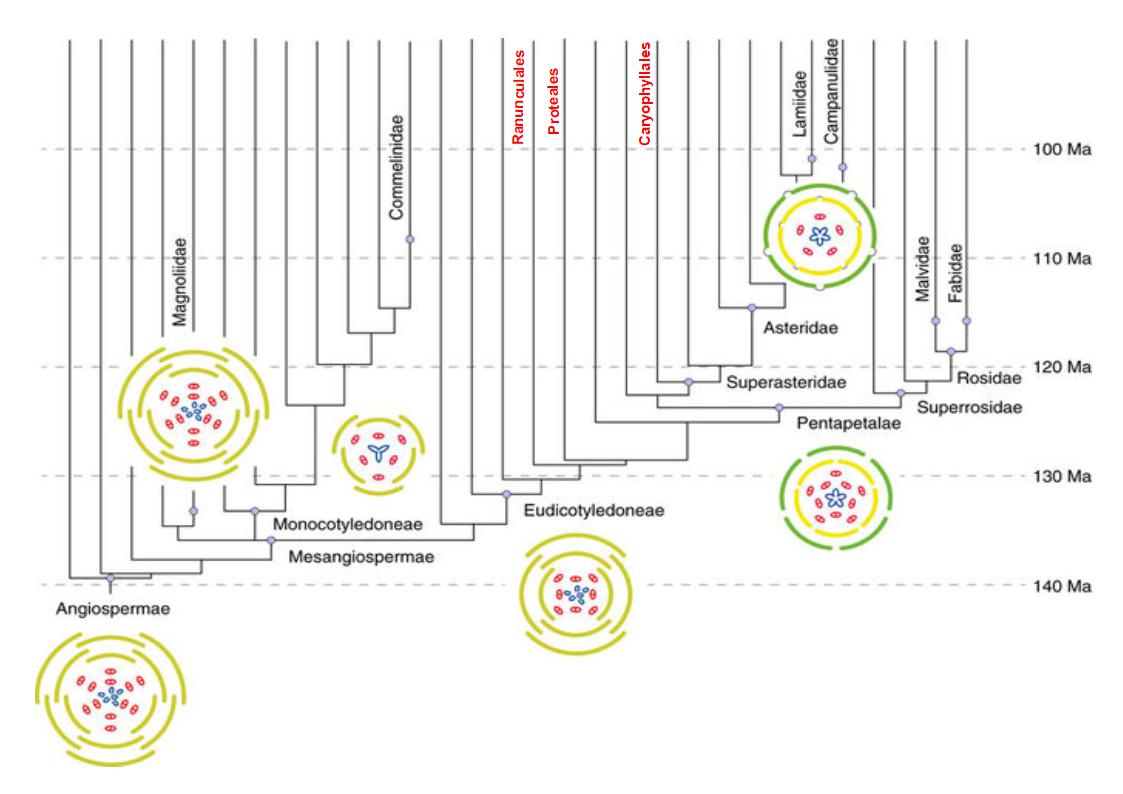
Évolution florale représentée par les diagrammes floraux.

Les Commelinidées forment un clade de plantes à fleurs monocotylédones dans la classification APG III (2009) qui comprend quatre ordres, ainsi qu'une famille rangée sans ordre.
La famille des Dasypogonaceae comprend des plantes herbacées ou arborescentes, rhizomateuses, des zones arides d'Australie.
L’ordre des Arecales inclut une seule famille, celle des Arécacées, des palmacées comme le cocotier et les palmiers.
L’ordre Commelinales comprend des plantes herbacées, annuelles ou pérennes et rhizomateuses des zones subtropicales, parfois aquatiques comme la jacinthe d'eau.
L’ordre Poales inclut la plupart des herbes et plantes apparentées, comme le bambou.
L’ordre Zingiberales tient son nom du gingembre, comprend huit familles et réunit des herbacées tropicales parfois arborescentes comme l’arbre du voyageur.
Leur composition et leur emplacement sur l'arbre phylogénétique du vivant sont détaillés par le cladogramme suivant :
- groupe des Mésangiospermes (Mesangiospermae)
  - 
    - Chloranthales
    - clade des Magnoliidées (Magnoliidae)

  - 
    - clade des Monocotylédones
      - Acorales
      - 
        - Alismatales
        - 
          - Petrosaviales
          - 
            - 
              - Dioscoreales
              - Pandanales

            - 
              - Liliales
              - 
                - Asparagales
                - clade des Commelinidées (Commelinidae)
                  - Dasypogonaceae
                  - Arecales
                  - Poales
                  - 
                    - Zingiberales
                    - Commelinales

    - 
      - Ceratophyllales
      - clade des Eudicotylédones ou Dicotylédones vraies